# Gierałtowice (gemeente)
De gemeente Gierałtowice is een landgemeente in het Poolse woiwodschap Silezië, in powiat Gliwicki.
De zetel van de gemeente is in Gierałtowice.

## Omgeving
De gemeente grenst aan de steden:
- Gliwice, Knurów, Mikołów, Ruda Śląska, Zabrze

en gemeenten:
- Ornontowice (powiat Mikołowski)

## Plaatsen
De volgende plaatsen liggen op het grondgebied van de gemeente:
sołectwo:
- Chudów
- Gierałtowice (dorp)
- Paniówki
- Przyszowice

## Oppervlakte gegevens
In 2002 bedroeg de totale oppervlakte van gemeente Gierałtowice 39 km², waarvan:
- agrarisch gebied: 71%
- bossen: 10%

De gemeente beslaat 5,88% van de totale oppervlakte van de powiat.

## Demografie
Stand op 30 juni 2004:
| Omschrijving                   | Totaal | Totaal | Vrouwen | Vrouwen | Mannen | Mannen |
| ------------------------------ | ------ | ------ | ------- | ------- | ------ | ------ |
| eenheid                        | aantal | %      | aantal  | %       | aantal | %      |
| inwoners                       | 10 698 | 100    | 5486    | 51,3    | 5212   | 48,7   |
| bevolkingsdichtheid (inw./km²) | 274,3  | 274,3  | 140,7   | 140,7   | 133,6  | 133,6  |

In 2002 bedroeg het gemiddelde inkomen per inwoner 1964,29 zł.